# Photoscotosia multilinea
Photoscotosia multilinea là một loài bướm đêm trong họ Geometridae.